# Beba Rojas
Reymarvi Rojas Velásquez (Caracas, 25 de septiembre de 1975) conocida como Beba Rojas, es una presentadora de televisión, humorista, actriz abogada y modelo venezolana naturalizada dominicana . Se inició en el medio artístico al estudiar actuación junto a su padre, sus primeros pasos en el medio los dio en Venevisión, siendo parte de grandes proyectos del canal debutando como extra en la serie ¡Que Chicas! en 1991. Rojas ha desarrollado carrera como humorista en programas como Bienvenidos (1996-2006), Cásate y Verás (2006-2016) y El Reperpero (2020-2022).
Se ha ganado el gran respeto del público, recibiendo excelentes críticas por sus personajes antagónicos como: Lily Fajardo en El amor las vuelve locas y Vicenta Palacios en La viuda joven en donde desempeñó un papel magistral como antagonista secundaria.[cita requerida] otro rol antagónico importante lo desempeño en De todas maneras Rosa en la que encarnó a Ada Luz Campanero, un papel donde retrata a una mujer que vive con miedo por sus errores en la vida pero que, sin embargo, se conserva reservada. Actualmente reside en República Dominicana donde ejerce carrera como presentadora de televisión y como humorista.
Actualmente trabaja para la empresa de Grupos de Medios Telemicro desde el año 2016 dónde se dio a conocer como presentadora de televisión en los programas Sábado Extraordinario y La Opción 13.0 dónde en este último se desempeña actualmente.

## Carrera artística

### Inicios en Venevisión y Bienvenidos (1996-2006)
Nació en la ciudad de Caracas. Desde niña mostró cierto interés por las artes y el medio artístico, imitando a ciertas vedettes como Iris Chacón. Durante su adolescencia, estudió actuación junto a su padre , gracias a lo cual pudo ingresar junto a éste como actriz extra en ciertas producciones de Venevisión, apareciendo en varios capítulos de los unitarios Historia Musical y la serie ¡Qué Chicas! (Protagonizada por Maite Delgado, Viviana Gibelli y Raquel Lares). También, hacía de público en el show Giros TV. Posteriormente, en 1996, es invitada a un casting del programa Bienvenidos, donde fue una de las Sexys humoristas del show, logrando alcanzar la internalización hasta 2006, cuando Venevisión cancela el programa, a pesar de su éxito internacional, pasando éste a producirse en Televen.
A la par, también realizó algunas telenovelas de la mano de Arquimides Rivero, presidente de dramáticos de Venevisión.

### Trabajo en Univisión y Casate y verás (2002-2016)
En 2002 comenzar a trabajar como presentadora oficial de Univision desde Puerto Rico, regresando a Venezuela en el 2004 para ser jueza del reality show: Súper Cómico Sensacional del cual resultó ganador Juan Carlos Davila. En 2005 es reconocida como El rostro más bello de la televisión en Puerto Rico por la revista TeVe Guía, en octubre del mismo año se convierte en participante del concurso Bailando con las Estrellas de Ricardo Peña, resultando ganadora, en un duelo contra Juan Carlos García.
También inicia un nuevo programa de humor, Cásate y verás, un show que trato de emular el éxito de Bienvenidos, en la cuál fue reemplazado por el programa, y Cheverísimo. Fue en ese programa donde hizo parodias como la de Chiquinquirá Delgado en Patada's (parodia del magazine Portada's) y la del personaje de "María Antonia "La Nena" Cifuentes Soublette Vda. de Aristiguieta" de Enamorate pa' que te volteen (parodia de Voltea pa' que te enamores) cuyo personaje original lo encarnó la actriz Carolina Perpetuo. En 2007 participa en una nueva temporada de Bailando con las Estrellas, esta vez bajo el título "Bailando con los gorditos".

### Las Tres Reinas y llegada a la Viuda Joven (2010-2016)
En 2010, ingresa al elenco de la exitosa y aclamada obra teatral Las tres reinas junto a Kiara y Dora Mazzone. En 2011 participa en la telenovela La viuda joven, considerada por la crítica como uno de sus trabajos más impecables. En 2016 participa en Televen para su programa TV Libre.

### Trabajos en República Dominicana
En 2016 junto a Leonardo Villalobos, estrenan el programa Sábado Extraordinario de la cadena Telemicro, de la cual se ha convertido en una de las estrellas emblema del canal. En 2020 después de casi 13 años alejada de los programas de humor, regresa al humor en El Reperpero, un programa de humor picante.

## Filmografía

### Cine
- El Caracazo 2005... Mara
- Al fin y al cabo (2008) - Fefita
- ¡Qué Detectives! (2012)
- El plan perfecto (2017) - Emilia

### Películas de DVD
- Bienvenidos en la playa (2005)
- Bienvenidos en la alcoba (2005)
- Bienvenidos en el restaurante (2005)
- Lo mejor de Bienvenidos: Colección de oro (2005)
- Lo mejor de Bienvenidos: Sus personajes (2005)
- Bienvenidos en la oficina (2005)

### Telenovelas
- Como tú ninguna 1995 (Venevisión)... Thais
- Pecado de amor 1995 (Venevisión)... Mariela
- Sol de tentación 1996 (Venevisión)... Noche
- Guerra de mujeres 2001-2002 (Venevisión)... Graciela Gamboa
- Las González 2002 (Venevisión)... Azalea
- Cosita rica 2004 (Venevisión)... Panchita
- El amor las vuelve locas 2005 (Venevisión)... Lily Fajardo
- Los misterios del amor 2009 (Venevisión)... Susana Cervantes
- La viuda joven 2011 (Venevisión)... Vicenta Palacios de Humboldt
- Natalia del mar 2012 (Venevisión)... Ella Misma
- Válgame Dios 2012 (Venevisión)... La peor es nada
- De todas maneras Rosa 2013-2014 (Venevisión)... Ada Luz Campanero
- Piel salvaje 2016 (Televen)... La Chila Pérez

### Series de TV
- ¡Qué Chicas! (1991)
- Bienvenidos (1996-2006)
- Cásate y Verás (2006-2016)
- La Opción 13.0 (2012-2014)
- La última esposa (2017)
- El Reperpero (2020-2022)

### Programas
- La guerra de los sexos (2000-2012) - Concursante recurrente
- Súper Cómico Sensacional (2004) - Jueza
- ¡Qué Suerte! (2004-2006) - Producción de Univisión Puerto Rico
- Bailando con las estrellas (2005) - Competidora/Ganadora
- Bailando con los Gorditos (2007) - Competidora
- TV Libre - Jueza (2016)
- Sábado Extraordinario (2016-2020)
- La Opción 13.0 (2012-2014)
- El Reperpero (2020-2022)

### Discos
- Boberto y sus amigos (2004)

## Teatro
- Juegos de Niña para adultos (2018)
- Mujer a la carta (2018)
- Venezolanos desesperados - La bachaquera (2016)
- Despedida de casada (2016)
- Tres Reinas (2011-2013)
- La jaula de las plumas (2013)
- Preñadas (2011-2012)
- Diatriba de amor contra un hombre sentado (2009)